# Jean Condou
Jean Condou est un homme politique français né le 26 novembre 1798 à Oloron (Pyrénées-Atlantiques) et décédé le 26 novembre 1883 à Oloron.

## Biographie
Avocat, maire d'Oloron, il est député des Basses-Pyrénées de 1848 à 1849, siégeant avec les républicains partisans du général Cavaignac.